# Miejski Zakład Komunikacji w Bolesławcu
Miejski Zakład Komunikacji w Bolesławcu Sp. z o.o. – operator publicznego transportu zbiorowego na obszarze gminy miejskiej Bolesławiec.  

## Historia
Komunalna komunikacja miejska w Bolesławcu została uruchomiona w 1982 roku. Samodzielne przedsiębiorstwo komunikacyjne w Bolesławcu powstało w 1991 roku w następstwie reorganizacji przedsiębiorstwa państwowego WPK Jelenia Góra. Zmiana formy organizacyjnej przedsiębiorstwa na spółkę nastąpiła w 1999 roku .
Do 2018 roku komunikacja miejska w Bolesławcu była finansowana zarówno z budżetu miasta, jak i sprzedaży biletów. Ponadto przedsiębiorstwo na zasadach komercyjnych, tj. bez finansowania ze strony samorządu, obsługiwało odcinki linii na obszarze gminy wiejskiej Bolesławiec (9 miejscowości, 40% mieszkańców gminy, 15% pasażerów MZK w 2018 r.), uzyskując jedynie rekompensatę od administracji państwowej za honorowanie ulg ustawowych w transporcie drogowym. Po otrzymaniu dofinansowania z regionalnego programu operacyjnego na zakup nowych autobusów i wprowadzenie bezpłatnej komunikacji miejskiej w Bolesławcu zrezygnowano z obsługi linii komercyjnych, a finansowanie MZK odbywa się wyłącznie z budżetu miasta Bolesławiec.

## Działalność

### 2017
W 2017 roku autobusy MZK pokonały 891 400 wozokilometrów. 
Wynik działalności gospodarczej MZK na rok obrotowy 2017 wyniósł -391 tys. zł, z czego przychód wyniósł 6 480 tys. zł, a koszty  6 871 tys. zł..
W strukturze przychodów:
- 1 515 tys. zł (23%) - stanowiły przychody ze sprzedaży biletów,
- 3 950 tys. zł (61%) - stanowiła rekompensata z tytułu świadczenia usług publicznych,
- 1 015 tys. zł (16%) - stanowił dochód z komercyjnej działalności gospodarczej[5].

Koszt 1 wozokilometra komunikacji MZK wyniósł w 2017 roku 7,54 zł.
Z dniem 23 czerwca 2018 roku wprowadzono bezpłatną komunikację miejską w Bolesławcu i zaprzestano realizacji kursów komercyjnych poza granicami miasta . Działalność gospodarczą ograniczono do wynajmowania pomieszczeń . 

### 2018
W 2018 r. MZK otrzymało rekompensatę z tytułu świadczenia usług publicznych w wysokości 5 240 000 zł . W ciągu tego roku przewieziono 2 069 100 pasażerów.
Łączna długość sieci komunikacyjnej wyniosła w 2018 r. 38,5 km. 
Sumaryczna długość wszystkich linii wyniosła w 2018 r. 117,6 km .
Według sprawozdania z działalności w 2018 r., od końca czerwca 2018 r. w dni robocze na liniach kursowało 20 autobusów w szczycie przewozowym oraz 12 autobusów poza szczytem. W soboty do obsługi linii wykorzystywano 8 autobusów, a w dni świąteczne - 4 autobusy .

## Tabor

### Tabor eksploatowany
| Model autobusu                                       | Początek eksploatacji                                | Udogodnienia                                         | Numery taborowe                                      | Liczba |
| Solaris Urbino 8,6                                   | 2011                                                 | przewóz osób na wózkach                              | 173-178                                              | 6      |
| Solaris Urbino 8,9 LE                                | 2015                                                 | przewóz osób na wózkach                              | 185                                                  | 1      |
| Solaris Urbino 10                                    | 2018                                                 | przewóz osób na wózkach                              | 186-198                                              | 13     |
| Neoplan N4416                                        | 2019                                                 | przewóz osób na wózkach                              | 199                                                  | 1      |
| Solaris Urbino 8,9 LE electric                       | 2021                                                 | przewóz osób na wózkach                              | 200-202                                              | 3      |
| Irisbus Crossway 12M                                 | 2023                                                 |                                                      | 203                                                  | 1      |
| Solaris Urbino 9 LE Electric                         | 2024                                                 | przewóz osób na wózkach                              | 204                                                  | 1      |
| Liczba eksploatowanych autobusów                     | Liczba eksploatowanych autobusów                     | Liczba eksploatowanych autobusów                     | Liczba eksploatowanych autobusów                     | 25     |
| Udział autobusów niskopodłogowych i niskowejsciowych | Udział autobusów niskopodłogowych i niskowejsciowych | Udział autobusów niskopodłogowych i niskowejsciowych | Udział autobusów niskopodłogowych i niskowejsciowych | 96%    |

(stan taborowy aktualny na 17.10.2024 r.)

### Tabor wycofany z eksploatacji
| Model autobusu                             | Początek eksploatacji                      | Koniec eksploatacji                        | Numery taborowe                            | Liczba |
| Neoplan N4409                              | 2013, 2014                                 | 2019, 2023                                 | 181-184                                    | 3      |
| Solaris Urbino 8,6                         | 2011                                       | 2024                                       | 172                                        | 1      |
| Jelcz M11                                  | 1991                                       | 1998, 2002, 2003                           | 126-131                                    | 6      |
| Autosan H9-20                              | 1991                                       | 2012                                       | 004                                        | 1      |
| Autosan H9-35                              | 1991-1994                                  | 1998, 2001, 2003, 2006-2012                | 102, 104-118, 120-125, 132-143             | 34     |
| Autosan A1010T                             | 2000                                       | 2013                                       | 151                                        | 1      |
| Solaris Vacanza 12                         | 2005                                       | 2013                                       | 159                                        | 1      |
| Autosan A1010M                             | 1998, 2001                                 | 2012-2014                                  | 144-150, 152                               | 8      |
| MAN Lion`s Coach                           | 2011                                       | 2014                                       | 183                                        | 1      |
| DAF SB3000 / Jonckheere Mistral 70         | 2007, 2008                                 | 2011, 2015                                 | 161, 163                                   | 2      |
| Renault Iliade RT                          | 2012                                       | 2016                                       | 180                                        | 1      |
| Jelcz M101I                                | 2002                                       | 2018                                       | 153, 154                                   | 2      |
| Kutsenits Stario 815 MNF                   | 2009, 2010                                 | 2015, 2018                                 | 164-169                                    | 6      |
| Setra S315 NF                              | 2011                                       | 2014, 2019                                 | 170, 171                                   | 2      |
| Jelcz M081MB                               | 2002, 2003, 2006, 2007                     | 2018, 2019, 2022                           | 155-158, 160, 162                          | 6      |
| Renault Tracer                             | 2012                                       | 2022                                       | 179                                        | 1      |
| Liczba wycofanych z eksploatacji autobusów | Liczba wycofanych z eksploatacji autobusów | Liczba wycofanych z eksploatacji autobusów | Liczba wycofanych z eksploatacji autobusów | 72     |

(stan taborowy aktualny na 06.12.2022 r.)